# Географічні об'єкти
Географí́чні об'є́кти — природні або штучні, цілісні і відносно стабільні географічні утворення, що характеризуються певним місцем розташування на поверхні Землі та участю у формуванні й зміні ландшафту (материки, океани, моря, затоки, протоки, лимани, річки, канали, озера, болота, водосховища, острови, коси, гори, рівнини, низовини, території та об'єкти природно-заповідного фонду; залізничні станції, порти, пристані, аеропорти, континентальний шельф, винятково (морська) економічна зона України), інші подібні об'єкти), об'єкти, які складають систему адміністративно-територіального устрою України, а також об'єкти загальнодержавного значення (важливі промислові, транспортні, соціально-культурні, культові та інші об'єкти, створення, найменування та перейменування яких здійснюють центральні органи державної влади.